# Nihon Gaishi

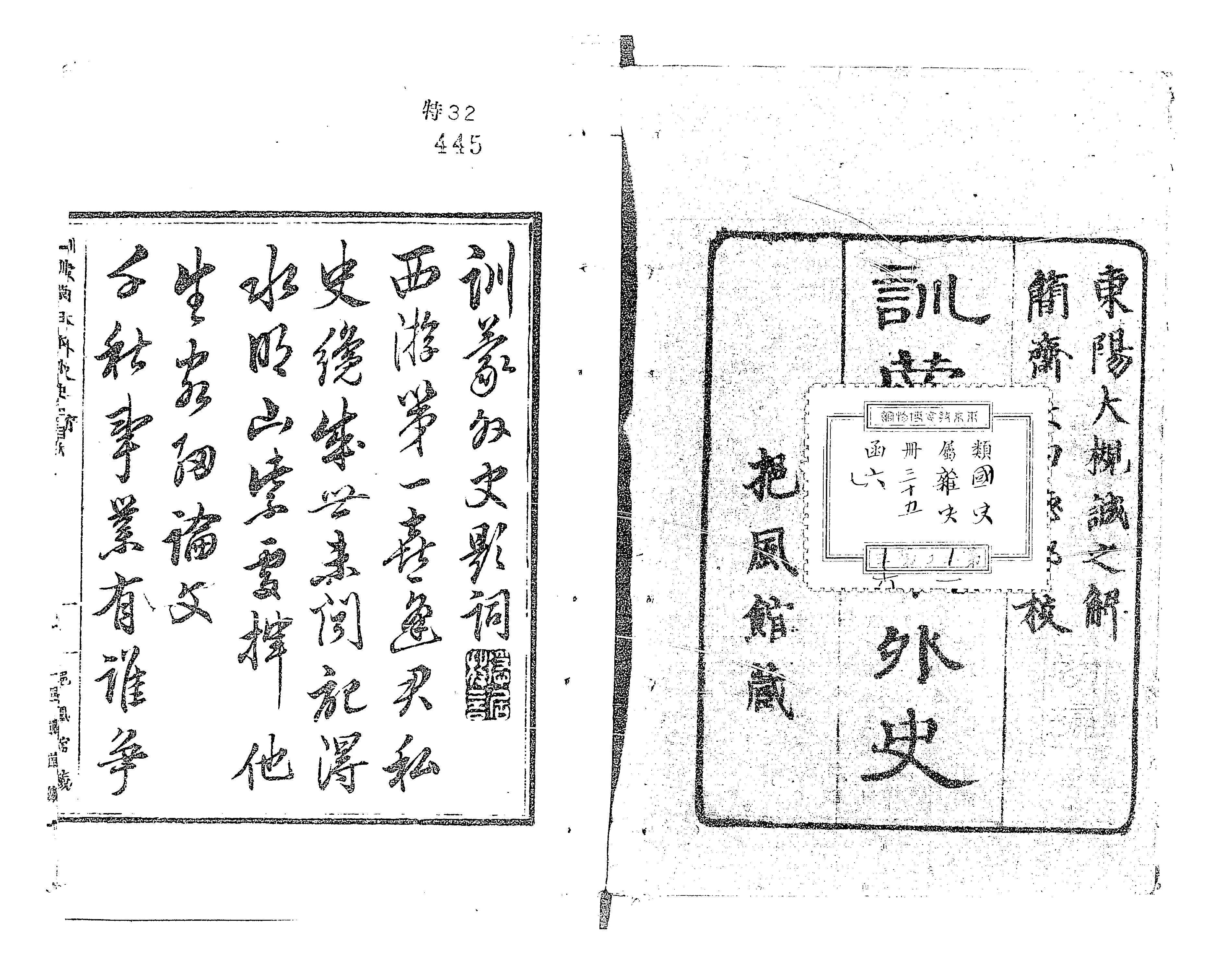
Edizione del 1874 del Nihon Gaishi

Il Nihon Gaishi (日本外史?) è un libro di Rai San'yō pubblicato nel 1827, che tratta della storia del Giappone.
Fu un successo editoriale alla sua apparizione; fu allora oggetto di numerosi commenti e fu perfino usato come libro di testo. Prendendosi spesso delle libertà con i fatti, Rai San'yō fa scivolare regolarmente delle osservazioni personali nel racconto. Il tono è chiaramente favorevole all'imperatore, il che rese l'opera un punto di riferimento per i militanti che più tardi nel corso del secolo avrebbero cercato di rovesciare lo shōgun. Per questo motivo, il libro fu proibito in vari domini feudali fino al periodo Meiji.